# Raila Odinga
Raila Amolo Odinga, född 7 januari 1945 i Maseno, Nyanzaprovinsen, är en kenyansk politiker.

## Biografi
Odinga var parlamentsledamot 1992–2013, energiminister 2001–2002 samt kommunikations- och bostadsminister 2003–2005. Den 13 april 2008 utnämndes han till Kenyas premiärminister, en post han hade till 2013, då premiärministerposten avskaffades. Han är sedan oktober 2018 Afrikanska unionens högsta representant för infrastrukturutveckling.
Raila Odinga, som tillhör luo-folket, föddes i Maseno, i Kisumudistriktet i Nyanzaprovinsen. Han fick 1965 ett stipendium vid det Tekniska universitetet i Magdeburg, i det dåvarande Östtyskland. 1970 tog han examen i mekanisk ingenjörsvetenskap och återvände till Kenya för att arbeta som lärare vid universitetet i Nairobi. Vid universitetet i Nairobi träffade han Ida Oyoo, som sedermera blev hans fru.
Odinga lämnade så småningom universitetet för att arbeta politiskt. 
År 1982 anklagades han för att varit delaktig i ett misslyckat kuppförsök mot dåvarande presidenten Daniel Arap Moi och hölls fängslad i sex år utan rättegång.
Odinga släpptes den 6 februari 1988 men häktades åter i september samma år, för sitt engagemang i Kenyas revolutionära rörelse (KRM).
Han frigavs den 12 juni 1989, för att åter fängslas den 5 juli 1990, tillsammans med Kenneth Matiba och förre borgmästaren i Nairobi Charles Rubia.
Raila Odinga var huvudmotståndare till president Mwai Kibaki under det omstridda presidentvalet i Kenya i december 2007. Efter att valkommissionen utropat Kibaki till segrare i detta val anklagade Odinga honom för valfusk. Omfattande oroligheter bröt ut i landet den 30 december och minst 1 000 människor dog i oroligheterna och upp till en kvarts miljon människor fördrevs från sina hem..

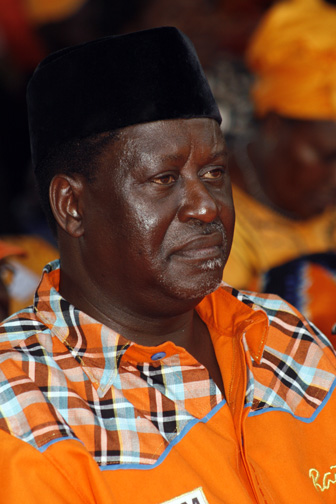
Raila Odinga 2007.

Odinga hävdade i en intervju i januari 2008 att han var kusin till USA:s dåvarande presidentkandidat Barack Obama, något som av Obama och hans kenyanske farbror bestridits.